# Romaniwka (hromada Romanów)
Romaniwka (ukr. Романівка) – wieś na Ukrainie, w obwodzie żytomierskim, w rejonie żytomierskim, w hromadzie Romanów. W 2001 liczyła 1284 mieszkańców, spośród których 1255 wskazało jako ojczysty język ukraiński, 24 rosyjski, 2 rumuński, 1 ormiański, 1 polski, a 1 inny.